# Новоселівка (Могилівська сільська громада)
Новосе́лівка — село в Україні, у Могилівській сільській громаді Дніпровського району Дніпропетровської області. Площа — 0,268 км², домогосподарств — 18, населення — 33 особи.

## Географія
Село Новоселівка знаходиться на відстані 0,5 км від сіл Плавещина, Цибульківка і за 1 км від села Зубківка. Навколо села кілька заболочених озер.
Розташоване за 14 км від колишнього райцентру, з яким сполучаєтьчя автошляхом Н31, що збігається з автошляхом Т 0441.

## Населення

### Мова
Розподіл населення за рідною мовою за даними перепису 2001 року:
| Мова       | Відсоток |
| ---------- | -------- |
| українська | 90,3 %   |
| російська  | 9,7 %    |